# Josué de Castro
Josué de Castro (født 5. september 1908 i Recife, død 24. september 1973 i Paris) var en brasiliansk læge, geograf, forfatter og diplomat, som gennem hele sit liv arbejdede med sultproblemet.
Josué de Castros bøger om sultproblemet er blevet oversat til i alt 26 sprog.
I perioden 1952-56 var han formand for Rådet for FNs Organisation for Ernæring og Landbrug (FAO), og han var medlem af det brasilianske deputeretkammer 1955-63. Han har været Brasiliens FN-ambassadør og har ledet sit lands delegation i Genève. Han har modtaget nationale og internationale hædersbevisninger for sit arbejde for at demonstrere, at sult i moderne tid typisk ikke var et resultat af mangel på fødevarer, men snarere et spørgsmål om problemer med fordeling af fødevarerne.

## Bøger
- Sultens Geografi (originaltitel: Geografia da Fome)
- Sultens Geopolitik (originaltitel: Geopolítica da Fome)
- Sultens Sorte Bog (originaltitel: O Livro Negro da Fome)
- En Brasiliansk Tragedie (originaltitel: Sete Palmos de Terra e um Caixão)
- Mænd og Krabber (originaltitel: Homens e Caranguejos)